# مقاطعة جونو (ويسكونسن)
مقاطعة جونو (بالإنجليزية: Juneau County, Wisconsin)‏ هي إحدى مقاطعات ولاية ويسكونسن في الولايات المتحدة. تأسست سنة 1858، وتبلغ مساحتها 804 ميل مربع (2,080 كـم2)، بلغ عدد سكانها 26664 نسمة في عام 2010 حسب إحصاء مكتب تعداد الولايات المتحدة .

## وصلات خارجية
- الموقع الرسمي
- United States Counties